# Raul Mälk
Raul Mälk (* 14. Mai 1952 in Pärnu) ist ein estnischer Diplomat. Er war von 1998 bis 1999 Außenminister der Republik Estland. Seit 2007 ist er der estnische Botschafter bei der EU.

## Erste Jahre
Raul Mälk studierte bis 1975 Wirtschaftsmathematik an der Universität Tartu. Von 1975 bis 1977 war er wissenschaftlicher Mitarbeiter am Wirtschaftsinstitut der Estnischen Akademie der Wissenschaften. 1983 bis 1985 studierte er an der Höheren Parteischule von Leningrad. Bis 1990 war er Mitglied der KPdSU. Raul Mälk war in den 1980er Jahren Mitarbeiter in der Nachrichtenredaktion von Eesti Raadio. Ab 1990 war er einer der engsten Mitarbeiter des Vorsitzenden des Obersten Rates in Estland, Arnold Rüütel.

## Diplomatie
Nach Wiedererlangung der estnischen Unabhängigkeit wurde Mälk Diplomat im Auswärtigen Dienst Estlands. 1992/93 war er Referent des estnischen Außenministers, 1993/94 Kanzleivorsteher im estnischen Außenministerium, 1994 bis 1996 stellvertretender Staatssekretär und 1996 bis 1998 Botschafter in London. Vom Oktober 1998 bis März 1999 war Raul Mälk Außenminister der Republik Estland. Von 1999 bis 2001 war er erneut estnischer Botschafter im Vereinigten Königreich. Danach hatte er weitere hohe Posten im estnischen Außenministerium inne, unter anderem als Leiter des Planungsstabes. Zwischen 1996 und 2003 war Mälk zudem estnischer Botschafter in Irland.
Raul Mälk gilt als einer der einflussreichsten Experten und Gestalter der estnischen Außenpolitik. Er war einer der Wegbereiter des Beitritts von Estland zur Europäischen Union sowie zur NATO und hat sich als Russland-Kenner einen Namen gemacht. In zahlreichen Veröffentlichungen, Hörfunk- und Fernsehbeiträgen hat er entscheidend zur Meinungsbildung in außenpolitischen Fragen beigetragen.